# 及川耕造
及川 耕造（おいかわ こうぞう、1945年〈昭和20年〉10月17日 - ）は、日本の通産・防衛官僚。岩手県和賀郡東和町（現：花巻市）出身。

## 経歴
東京大学経済学部経済学科卒業後、通商産業省に入省（通商局通商調査課）。入省同期に、町村信孝（衆議院議員）、太田信一郎（特許庁長官・及川の後任）、藤島安之（駐パナマ大使）などがいる。
通商産業省大臣官房総務審議官、防衛庁装備局長を経て、2000年に特許庁長官となる。退官後は財団法人機械産業記念事業財団参与、野村総合研究所顧問、日本政策投資銀行理事、独立行政法人経済産業研究所理事長、公益社団法人発明協会副会長などを務めている。

## 略歴
- 都立両国高校卒業
- 1969年 - 東京大学経済学部経済学科卒業
- 1969年 - 通商産業省入省[1]
- 1973年 - 通商産業省産業政策局物価対策課総括係長[3]
- 1974年 - 通商産業省通商政策局北アジア課長補佐[3]
- 1976年 - 資源エネルギー庁鉱業課長補佐[3]
- 1978年 - 国土庁計画調整局計画課長補佐[3]
- 1981年 - 通商産業省生活産業局総務課長補佐[3]
- 1982年 - 通商産業省大臣官房会計課長補佐[3]
- 1983年 - 通商産業省通商政策局経済協力部経済協力企画官
- 1984年 - 通商産業省大臣官房厚生管理官
- 1986年 - 通商産業省生活産業局紙業課長[1]
- 1988年 - 外務省欧州共同体日本政府代表部参事官[1]
- 1991年 - 中小企業庁小規模企業部小規模企業政策課長[1]
- 1992年 - 防衛庁装備局管理課長[1]
- 1994年 - 通商産業省大臣官房審議官（安全保障貿易管理担当）
- 1996年 - 内閣官房内閣審議官（内閣内政審議室）
- 1997年 - 通商産業省大臣官房総務審議官
- 1998年 - 防衛庁装備局（現・防衛装備庁）長
- 2000年 - 特許庁長官
- 2002年8月 - 2003年10月 - 財団法人機械産業記念事業財団参与
- 2002年11月 - 2003年10月 - 野村総合研究所顧問
- 2003年10月 - 2005年8月 - 日本政策投資銀行理事
- 2005年8月5日 - 独立行政法人経済産業研究所理事長
- 2010年11月5日 - 防衛大臣補佐官（現防衛大臣政策参与）に起用[4]
- 2011年9月27日 - 防衛大臣補佐官（現防衛大臣政策参与）を退職
- 2011年10月 - 社団法人発明協会理事長
- 2012年4月 - 公益社団法人発明協会副会長・専務理事 就任
- 2016年11月 - 瑞宝重光章受章